# Torneo Club Med Itaparica
Il Torneo Club Med Itaparica è un torneo professionistico di tennis giocato su campi in cemento. Fa parte dell'ITF Women's Circuit. Si gioca annualmente a Itaparica in Brasile.

## Albo d'oro

### Singolare
| Anno | Campionessa    | Finalista    | Punteggio |
| ---- | -------------- | ------------ | --------- |
| 2011 | Andrea Benitez | Aranza Salut | 6-2, 6-3  |

### Doppio
| Anno | Campionesse                   | Finaliste                      | Punteggio        |
| ---- | ----------------------------- | ------------------------------ | ---------------- |
| 2011 | Nathalia Rossi Daniela Seguel | Andrea Benitez Raquel Piltcher | 3-6, 6-0, [10-7] |